# الحيله بني هاجر (بني قيس الطور)

تعديل مصدري - تعديل

الحيله بني هاجر هي إحدى قرى عزلة ربع الشمري بمديرية بني قيس الطور التابعة لمحافظة حجة، بلغ تعداد سكانها 254 نسمة حسب تعداد اليمن لعام 2004.